# Vincenzo Rotolo
Vincenzo Rotolo (* 1931) ist ein italienischer Neogräzist und emeritierter Professor für Neogräzistik an der Universität Palermo.

## Leben
Rotolo hat an der Universität Palermo bei Bruno Lavagnini Gräzistik und Neogräzistik studiert und erwarb 1954 die laurea. Von Bruno Lavagnini entsandt, der zu jener Zeit mit dem Wiederaufbau des Istituto Italiano di Cultura di Atene beauftragt war, studierte er im Anschluss zunächst ein Jahr lang in Thessaloniki vor allem bei Ioannis Kakridis, Linos Politis und Emmanuel Kriaras, bevor er nach Athen ging und dort von 1958 bis 1964 Lektor für italienische Sprache und Literatur an der Universität war. In dieser Zeit kam Rotolo mit den meisten der großen griechischen Schriftsteller wie Papatsonis, Seferis, Elytis, Ritsos, Vrettakos, Myrivilis, Venezis, Terzakis zusammen. Nach seiner Rückkehr aus Griechenland hat Rotolo zunächst am Liceo Vittorio Emmanuele II in Palermo unterrichtet, bevor er als Dozent für Neogräzistik an die Universität ging. Mit Nikiforos Vrettakos, den er bereits in Griechenland kennengelernt hatte, entwickelte er eine enge Freundschaft, als der griechische Schriftsteller während der griechischen Militärdiktatur auf Einladung von Bruno Lavagnini in Palermo weilte und dort an der Erarbeitung eines neugriechisch-italienischen Wörterbuchs mitarbeitete, das Rotolo später selbst herausgeben sollte.
Rotolo ist seit 1991 korrespondierendes Mitglied der Akademie von Athen und derzeitiger Präsident des von der Universität Palermo unabhängigen Istituto Siciliano di Studi Bizantini e Neoellenici. Er ist Begründer der Zeitschrift Pagine di letteratura neogreca und gehört dem Editorial Board des Modern Greek Studies Yearbook an.

## Forschungsschwerpunkte
Auf den Gebieten der Gräzistik und der Byzantinistik hat Rotolo zur antiken Pantomime gearbeitet und Die Eroberung von Thessaloniki von Eustathios von Thessalonike übersetzt. Auf dem Gebiet der Neogräzistik waren die moderne griechische Lyrik, Adamantios Korais und die griechische Sprachfrage und die griechischen Dialekte (die Formen des Griko) in Apulien und Kalabrien Gegenstand verschiedener einschlägiger Publikationen. Zu den zeitgenössischen Autoren, die Rotolo durch seine Übersetzungen in Italien und darüber hinaus bekanntgemacht hat, gehören, abgesehen von Nikiforos Vrettakos, Odysseas Elytis, Giannis Ritsos, Kostoula Mitropoulou und Kostas Sterjopoulos. Aber auch das Gedicht Hellas des Bibliothekars, Philologen und Theologen Leone Allacci aus dem 17. Jahrhundert fand seine Aufmerksamkeit.

## Schriften (Auswahl)
- Il pantomimo. Studi e testi. Presso l’Accademia, Palermo 1957 (Quaderni dello Istituto di filologia greca della Università di Palermo, 1).
- Eustazio di Tessalonica: La espugnazione di Tessalonica. Testo critico, introduzione, annotazioni di Stilpon Kyriakidis. Proemio di Bruno Lavagnini, versione italiana di Vincenzo Rotolo. Palermo 1961 (Istituto Siciliano di Studi Bizantini e Neoellenici, Testi e monumenti. Testi, 5).
- A. Korais e la questione della lingua in Grecia. Presso l’Accademia, Palermo 1965 (Quaderni dell'Istituto di filologia greca dell'Universita di Palermo).
- Leone Allacci, Il carme "Hellas". A cura di Vincenzo Rotolo. Mori, Palermo 1966.
- Odysseas Elytis, 21 poesie. Traduzione di Vincenzo Rotolo. Istituto Siciliano di Studi Bizantini e Neoellenici, Palermo 1968.
- Kostoula Metropoulou, Cronaca dei tre giorni. La rivolta del Politecnico di Atene. Traduzione di Vincenzo Rotolo. Selerio, Palermo 1975. (Titel des Originals: Το χρονικό των τριών ημερών)
- The 'Heroic and Elegiac Song for the Lost Second Lieutenant of the Albanian Campaign'. The Transition from the Early to the Later Elytis, in: Odysseus Elytis. Analogies of Light. Edited by Ivar Ivask. University of Oklahoma Press 1975, S. 75–79; auch in: Books Abroad, Vol. 49, No. 4 (Autumn, 1975), S. 690–695.
- (Hrsg.): Dizionario Greco Moderno – Italiano.  Gei, Rom 1993. (Das Projekt dieses Wörterbuchs war von Bruno Lavagnini initiiert worden, der ein Jahr vor der Veröffentlichung starb.)
- (Hrsg., mit Gennaro D’Ippolito, Salvatore Nicosia): Giornate di studio sull'opera di Bruno Lavagnini. Palermo, 7–8 maggio 1993. Atti. Palermo 1995 (Quaderni dell'Istituto di Filologia greca dell' Università di Palermo, 22).
- Kostas Sterjopoulos, Lucentezza del Giorno. Poesie scelte e tradotte a cura di Vincenzo Rotolo. Salvatore Sciascia Editore, Caltanissetta, 2000. Besprechung von Gabriella Macrì: online.
- Neogreco, Grico e Grecanico. Il problema dell’insegnamento, in: I Fonì Dikìma. Anno II, Settembre 2007, S. 5–7 (mit Photographie)
- Scritti sulla lingua greca antica e moderna. A cura di Renata Lavagnini. Universita di Palermo, Facolta di lettere e filosofia, Palermo, 2009 (Annali della Facolta di lettere e filosofia dell'Universita di Palermo. Studi e ricerche, Band 46).